# シュトゥットガルト空港
シュトゥットガルト空港（独: Flughafen Stuttgart、英: Stuttgart Airport）は、ドイツ連邦共和国バーデン＝ヴュルテンベルク州の州都シュトゥットガルトにある空港である。シュトゥットガルト市街から南へ約13kmに位置する。

## 歴史

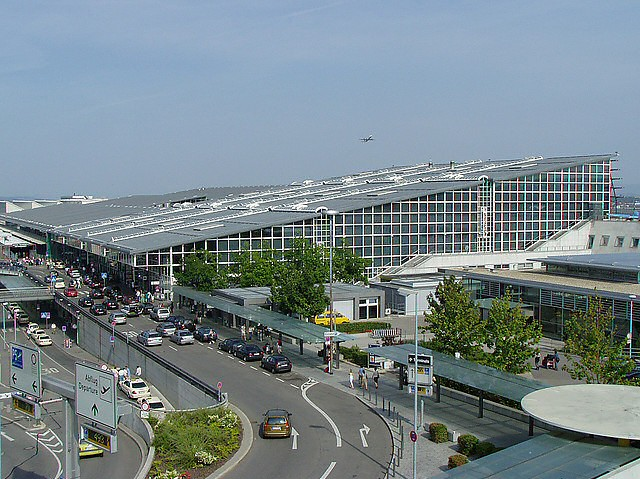
空港ターミナル

シュトゥットガルト空港は、1939年にベーブリンゲンにあった古い空港の代わりとして建設され、第二次世界大戦後に大幅に拡張された。
滑走路は、1948年には1800m、1961年には2250m、そして1996年に3345mに拡張されて現在に至っている。
1938年から2004年までの長期をかけて旧空港からの移行は完了した。現在では4つのターミナルをあわせて年間乗降客数1200万人が利用できる規模となっている。

## 主な航空会社
- ルフトハンザ航空
- ユーロウイングス
- コンドル航空
- TUIフライ・ドイッチュラント
- ターキッシュ エアラインズ
- ペガサス航空
- サンエクスプレス
- ブリティッシュ・エアウェイズ
- イージージェット
- ライアンエア
- エールフランス
- ツインジェット
- イベリア・エクスプレス
- ブエリング航空
- スカンジナビア航空
- フィンエアー
- LOTポーランド航空
- KLMオランダ航空
- スイス インターナショナル エアラインズ
- オーストリア航空
- エア・バルティック
- エーゲ航空
- エア・セルビア
- アエロフロート・ロシア航空

## 就航路線
国内線はベルリン行きの利用者が多く、国際線はスペインのリゾート地パルマ・デ・マヨルカ行きが多い。

## 空港アクセス
- 空港内に駅があり、シュトゥットガルト中心部からはSバーン（S2号線またはS3号線）で約30分。
- アウトバーン(A8号線)でカールスルーエ、シュトゥットガルト、ミュンヘンに出られる。国道B27からも近い。

## その他
- 2006 FIFAワールドカップの会場であるゴットリーブ・ダイムラー・シュタディオンの最寄り空港である。